# Ochthebius bifoveolatus
Ochthebius bifoveolatus är en skalbaggsart som beskrevs av Joseph Waltl 1835. Ochthebius bifoveolatus ingår i släktet Ochthebius och familjen vattenbrynsbaggar. Inga underarter finns listade i Catalogue of Life.